# 諸塚村立諸塚小学校
諸塚村立諸塚小学校（もろつかそんりつ もろつかしょうがっこう）は、宮崎県東臼杵郡諸塚村大字家代（えしろ）にある公立の小学校。

## 概要
歴史
1874年（明治7年）創立の「家代小学校」（えしろ）を前身とする。現校名となったのは1960年（昭和35年）。2024年（令和6年）には創立150周年を迎えた。
校章
1968年（昭和43年）制定。中央に「小」の文字を配している。
校歌
1954年（昭和29年）制定。作詞は小嶋政一郎、作曲は権藤円立による。歌詞は2番まであり、両番の歌詞中に校名の「諸塚」が登場する。
通学区域
「諸塚村（家代・川の口・滝の下・諸塚・松の平・穂白尾・立岩・黒葛原・塚原・七ツ山・川内・小原井・八重の平・飯干）、【越境】美郷町西郷山三ヶ（上・中区）」。中学校区は諸塚村立諸塚中学校。

## 沿革
- 1874年（明治7年）10月8日 - 家代八幡神楽殿にて授業を開始。「人民共立 家代小学校」が創立。
- 1884年（明治17年）4月 - 塚原分教場を設置。
- 1885年（明治18年）6月 - 塚原分教場が分離の上、塚原小学校として独立。
- 1887年（明治20年）4月 - 小学校令施行により、簡易科（3年制）を設置の上、「簡易家代小学校」に改称。
- 1889年（明治22年）5月1日 - 町村制施行により、西臼杵郡2村（家代・七ツ山）が合併の上、「諸塚村」が発足。
- 1890年（明治23年）
  - 1月 - 黒葛原分教場を設置。
  - 5月 - 荒谷分教場を設置。
  - この年 - 尋常科（4年制）を設置の上、「尋常家代小学校」に改称。
- 1882年（明治25年）4月 - 「家代尋常小学校」に改称。
- 1889年（明治32年）2月 - 荒谷分教場が分離の上、荒谷尋常小学校として独立。
- 1900年（明治33年）1月 - 黒葛原分教場を川ノ口に移転の上、川ノ口分教場に改称。
- 1904年（明治37年）4月 - 高等科（2年制）を設置の上、「家代尋常高等小学校」（尋常科4年・高等科2年）に改称。
- 1908年（明治41年）4月 - 改正小学校令により、尋常科（義務教育年限）が4年制から6年制に改められる。これにより旧高等科1年を尋常科5年、旧高等科2年を尋常科6年に改める。高等科を廃止の上、「家代尋常小学校」（尋常科6年）に改称。
- 1912年（明治45年）1月 – 塚原尋常小学校を統合。川ノ口分教場および塚原尋常小学校松ノ平分教場を廃止。校地を家代字平山3239に移転。
- 1914年（大正3年）9月 - 高等科及び農業補習学校（昼間制）を併置。「家代尋常高等小学校」（尋常科6年・高等科2年）に改称。
- 1924年（大正13年）11月 – 木造平屋建て校舎を解体し、木造2階建て校舎1棟を改築。
- 1931年（昭和6年）3月 – 校旗を制定。
- 1935年（昭和10年）- 青年学校令施行により、併置の青年訓練所充当農業補習学校が青年学校となる。
- 1936年（昭和11年）- 木造2階建て校舎1棟（12教室）が完成。
- 1941年（昭和16年）4月1日 - 国民学校令施行により、「諸塚村 家代国民学校」と改称。尋常科を初等科に改める。
- 1947年（昭和22年）- 学制改革が行われる（六・三制の実施）。
  - 4月1日 - 国民学校初等科が、新制小学校「諸塚村立家代小学校」に改組・改称。
  - 5月8日 - 国民学校高等科が、青年学校普通科とともに、新制中学校「諸塚村立諸塚中学校」に改称。小学校一部教室を貸与。
- 1948年（昭和23年）4月 - 諸塚中学校との併設を解消。
- 1949年（昭和24年）
  - 4月1日 – 諸塚村の所属が西臼杵郡から東臼杵郡へ変更となる。
  - この年 - 2度の台風により、校舎が倒壊。12月に復旧。
- 1954年（昭和29年）3月15日 – 校歌を制定。
- 1959年（昭和34年）3月 - 鉄筋コンクリート造3階建て新校舎（9教室）が完成。
- 1960年（昭和35年）
  - 3月 - 鉄筋コンクリート造3階建て新校舎（9教室）を増築。講堂兼雨天体操場が完成。
  - 4月1日 - 「諸塚村立諸塚小学校」（現校名）に改称。
  - 7月 - プールが完成。
- 1961年（昭和36年）5月 - 完全給食を開始。
- 1968年（昭和43年）
  - 4月 - 特殊学級を開設。
  - 5月 - 校章を制定。
- 1973年（昭和48年）4月 - 諸塚村立諸塚幼稚園を併設。
- 1974年（昭和49年）10月 - 創立100周年記念式典を挙行。校旗を制定。
- 1976年（昭和51年）9月 - 築山を造成。
- 1978年（昭和53年）11月 - 第1回諸小祭を開催。
- 1981年（昭和56年）3月 - へき地集会室を改築の上、体育館が完成。
- 1989年（平成元年）9月 - 諸塚みどりの少年団を結成。
- 1991年（平成3年）2月 - プール跡地に諸塚幼稚園が完成。小学校校舎改築のため、プレハブ校舎へ移転。
- 1992年（平成4年）
  - 2月20日 - 新校舎・新園舎が完成。
  - 11月 - パソコンを設置。
- 1993年（平成5年）
  - 1月 - グラウンドを整備。
  - 6月 - プールが完成。
- 2003年（平成15年）4月1日 – 西郷村立山瀬小学校を統合。
- 2006年（平成18年）4月1日 - 諸塚村立立岩小学校を統合。
- 2021年（令和3年）4月1日 - 諸塚村立七ツ山小学校を統合。

旧・西郷村立山瀬小学校
- 1881年（明治14年）4月 - 「山三箇小学校」として創立。
- 1886年（明治19年）- 小学校令施行により、簡易科（3年制）を設置の上、「簡易山三箇小学校」に改称。
- 1889年（明治22年）5月1日 - 東臼杵郡4村（田代・小原・立石・山三ケ）が合併の上、「西郷村」が発足。
- 1890年（明治23年）- 尋常科（4年制）を設置の上、「尋常山三箇小学校」に改称。
- 1892年（明治25年）4月 - 「山三箇尋常小学校」に改称。
- 1895年（明治28年）4月 - 島戸尋常小学校を分離。
- 1938年（昭和13年）5月 - 小学校2校（三箇・島戸）を統合の上、「第三西郷尋常高等小学校」に改称。
- 1940年（昭和15年）- 「西郷村山三箇尋常高等小学校」に改称。
- 1941年（昭和16年）4月 - 国民学校令施行により、「西郷村山三箇国民学校」に改称。
- 1947年（昭和22年）4月 - 学制改革（六・三制の実施）により、「西郷村立山三箇小学校」に改称。長崎分校を設置。
- 1948年（昭和23年）4月 - 「西郷村立山瀬小学校」（最終名）に改称（大字山三ケ村の一部が分離の上、東臼杵郡南郷村に編入）。
- 1981年（昭和56年）3月 - 創立100周年記念式典を挙行。新校舎が完成。
- 1987年（昭和62年）3月31日 - 長崎分校が休校となる。
- 2003年（平成15年）3月31日 - 閉校。122年の歴史に幕を下ろす。長崎分校も廃止される。閉校後、同地区（西郷山三ヶ（上・中区））の児童は隣町の諸塚村への委託により、諸塚村立諸塚小学校に通学することとなっている[1]。
  - 最終所在地 - 宮崎県東臼杵郡美郷町西郷区山三ヶ4175番地

旧・立岩小学校
- 1889年（明治23年）
  - 1月11日 - 「第九番学区 簡易七ツ山小学校 立岩分教場」として創立。
  - この年 - 「第九番学区 尋常七ツ山小学校 立岩分教場」に改称。
- 1892年（明治25年）4月 - 「七ツ山尋常小学校 立岩分教場」に改称。
- 1908年（明治41年）11月 - 「立岩尋常小学校」として独立。尋常科5年を新設。
- 1909年（明治42年）
  - 3月 - 校舎が完成。
  - 4月 - 尋常科6年を新設。
- 1918年（大正7年）11月 - 校舎を増築。
- 1941年（昭和16年）4月 - 国民学校令施行により、「諸塚村立岩国民学校」に改称。
- 1946年（昭和21年）4月 - 高等科を併置。校舎を増築。
- 1947年（昭和22年）- 学制改革が行われる（六・三制の実施）。
  - 4月1日 - 国民学校初等科は、新制小学校「諸塚村立立岩小学校」（最終名）に改組・改称。
  - 5月8日 - 国民学校高等科は、青年学校普通科とともに、新制中学校「諸塚村立諸塚中学校 立岩分校」に改組・改称。小学校に併設される。
  - 10月 - 中学校分校校舎が完成。
- 1954年（昭和29年）4月 - 木造2階建て新校舎が完成。
- 1956年（昭和31年）4月 - 運動場を拡張。
- 1958年（昭和33年）3月 - 木造平屋建て校舎を増築。
- 1960年（昭和35年）4月 - 中学校立岩分校が廃止され、中学校区が諸塚村立諸塚中学校に変更となる。
- 2006年（平成18年）3月31日 - 閉校。117年の歴史に幕を下ろす。
  - 最終所在地 - 宮崎県東臼杵郡諸塚村大字七ツ山立岩6988番地
  - 跡地 - 2022年度（令和4年度）中に校舎は解体され、体育館が残されている。

旧・七ツ山小学校
- 1876年（明治9年）1月 - 創立。七ツ山本村浄覚寺本堂及び観音山芝居堂を校舎とする。
- 1887年（明治20年）4月 - 小学校令施行により、簡易科（3年制）を設置の上、「第十四番学区（後に第九番学区）簡易七ツ山小学校」に改称。
- 1890年（明治23年）
  - この年 - 尋常科（4年制）を設置の上、「尋常七ツ山小学校」に改称。
  - 1月 - 立岩・飯干・小原井・松ノ平に分教場を設置。矢村・川内・弓木に仮分教場を設置。
  - 9月 - 校舎を増築。
- 1892年（明治25年）4月 - 「七ツ山尋常小学校」に改称。
- 1896年（明治29年）10月 - 七ツ山本村字松原に校舎を新築。
- 1904年（明治37年）5月 - 高等科（2年制）を併置の上、「七ツ山尋常高等小学校」に改称。
- 1906年（明治39年）4月 - 農業補習学校（夜間）を併設。
- 1908年（明治41年）
  - 4月 - 改正小学校令により、尋常科（義務教育年限）が4年制から6年制に改められる。これにより旧高等科1年を尋常科5年、旧高等科2年を尋常科6年に改める。高等科を廃止の上、「七ツ山尋常小学校」（尋常科6年）に改称。
  - 11月 - 立岩分教場が立岩尋常小学校として独立。
- 1912年（明治45年）2月 - 最終所在地（大字七ツ山2549番地）に移転を完了。
- 1914年（大正3年）9月 - 高等科を併置の上、「七ツ山尋常高等小学校」（尋常科6年・高等科2年）に改称。
- 1924年（大正13年）4月 - 併置の農業補習学校の授業時間が夜間から昼間に改められる。
- 1926年（大正15年）7月 - 青年訓練所を併設。
- 1931年（昭和6年）4月 - 青年訓練所と農業補習学校を統合の上、公民学校とする。
- 1935年（昭和10年）- 青年学校令施行により、公民学校が青年学校となる。
- 1941年（昭和16年）4月1日 - 国民学校令施行により、「諸塚村七ツ山国民学校」に改称。尋常科を初等科に改める。
- 1947年（昭和22年）- 学制改革が行われる（六・三制の実施）。
  - 4月1日 - 国民学校初等科は、新制小学校「諸塚村立七ツ山小学校」（最終名）に改組・改称。
  - 5月8日 - 国民学校高等科は青年学校普通科とともに、新制中学校「諸塚村立諸塚中学校 七ツ山分校」に改組・改称。小学校に併設される。
- 1958年（昭和33年）4月 - 中学校七ツ山分校が分離の上、諸塚村立七ツ山小学校として独立。
- 1966年（昭和41年）4月 - 諸塚村立七ツ山中学校が閉校したため、中学校区が諸塚村立諸塚中学校に変更となる。
- 1977年（昭和52年）3月 - 創立100周年および新校舎落成記念式典を挙行。
- 1986年（昭和61年）8月 - プールが完成。
- 1997年（平成9年）2月 - 創立120周年を記念してへき地集会室が完成。
- 2001年（平成13年）12月 - 運動場の全面改修を実施。
- 2006年（平成18年）5月 - 映画「寒川」で、児童の登校や学習の様子を発表。
- 2021年（令和3年）
  - 2月13日 - 閉校式を挙行。
  - 3月31日 - 諸塚村立諸塚小学校への統合により、閉校。145年の歴史に幕を下ろす。2020年度（最終年度）在籍児童数10名（6年生を含む）
    - 最終所在地 - 宮崎県東臼杵郡諸塚村大字七ツ山2549番地
    - 校章 - 校名（七ツ山）にちなみ、七角形を背景にして、中央に「小」の文字を配している。
    - 校歌 - 作詞・作曲ともに赤松春海による。歌詞は4番まであり、各番の歌詞中に校名の「七ツ山」が登場する。
    - 略称 - 「七小」

## 交通
最寄りのバス停留所
- 宮崎交通バス 「諸塚」バス停

最寄りの幹線道路
- 国道327号
- 宮崎県道50号諸塚高千穂線
- 諸塚スカイライン

## 周辺
- 諸塚幼稚園
- 諸塚保育所
- 諸塚村民体育館
- 諸塚村総合運動公園グラウンド・野球場・ゆう遊プレイランド・諸塚村屋内プール
- 六峰館
- 諸塚村立諸塚中学校
- 塚原神社
- 諸塚村役場
- 日向警察署諸塚警察官駐在所
- 諸塚郵便局
- 諸塚村中央公民館
- 宮崎県日向土木事務所諸塚駐在所

## 参考資料
- 「諸塚村史」（諸塚村役場, 1962年（昭和37年）2月1日発行）p.466～p.472（諸塚小学校）, p.477～p.482（七ツ山小学校）, p.482～p.487（立岩小学校）